# Văn Tiến Dũng
El general Văn Tiến Dũng (comuna de Co Nhue, distrito de Tu Liem, Hanói 2 de mayo de 1917 - Hanói 17 de marzo de 2002) fue un oficial norvietnamita encargado, entre otras tareas, de la toma de Saigón. Era el único miembro de la élite política de Vietnam del Norte que era de origen campesino.

## Un guerrillero experimentado
Durante la Segunda Guerra Mundial y tras la invasión japonesa luchó como guerrillero del Vietminh hasta la expulsión de los nipones de la península de Indochina. Continuó unido al Vietnminh en la guerra de Indochina contra los franceses donde fue escalando puestos en la jerarquía hasta llegar a general.
Participó en la batalla de Dien Bien Phu ya con el rango de general mandando una división.
Con la división del país y el nacimiento del EVN fue ascendido a jefe del estado mayor y siguió al amparo del general Vo Nguyen Giap al frente del EVN hasta el punto de ser el planificador de la Ofensiva de Primavera que terminó con la caída de Saigón el 30 de abril de 1975.
Posteriormente fue eclipsando a su protector Giap hasta llegar a ocupar el ministerio de Defensa en 1980 tras la destitución del general.